# Tosa-inu
Tosa inu je robustní a velmi těžké (až 90 kg) japonské plemeno psa oblíbené po celém světě. Velmi oblíbená je i v Česku.
V Jižní Koreji je tosa inu využívána jako masné plemeno.

## Historie

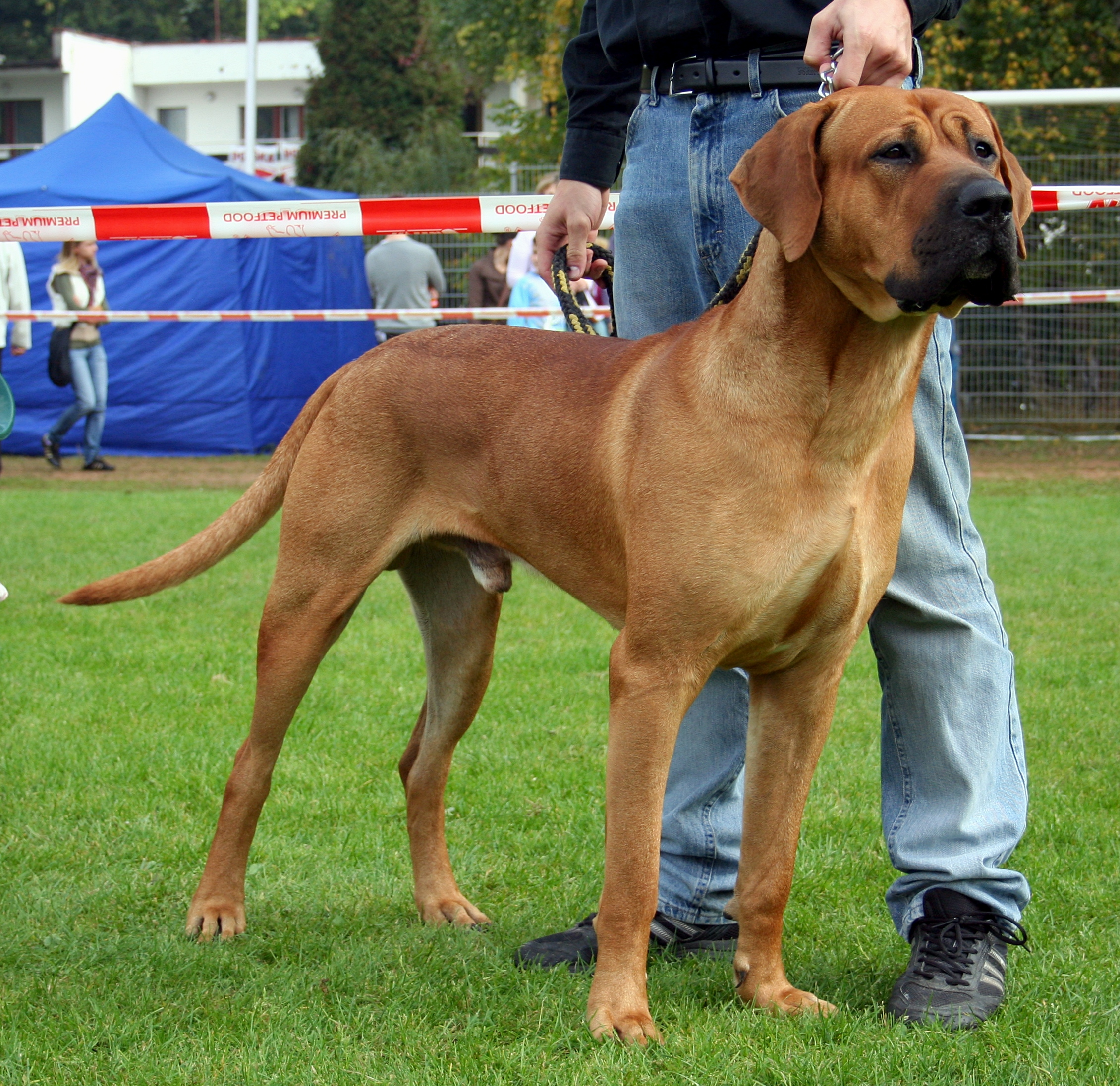

Tosa inu byl vyšlechtěn v Japonsku především pro psí sumo zápasy asi v 17. až 18. století. Podle ústního podání vznikla tosa inu křížením psu shikoku-ken, se západními plemeny. Plemeno nese jméno provincie na ostrově Šikoku, ve kterém se původně chovalo, tedy Tosa. Ve staré literatuře toto plemeno najdeme i pod názvem japonský mastif. Západní plemena, která se podílela na vzniku tosa inu jsou buldoci, mastifové a německé dogy, nejspíše i němečtí ohaři. Podle různých tvrzení se používali také svatobernardští psi a bulteriéři, ale rok jejich použití je neznámý, navíc je tato informace nedoložená.
V 19. století byli tosa inu oblíbení mezi japonskými samuraji. V roce 1910 byly psí zápasy zakázány a populace tosa inu rapidně klesala. Při 2. světové válce toto plemeno málem vymřelo, podle písemných dokladů zbývalo několik psů a poslední dvě feny.
 Z těchto pár jedinců ale Japonci dokázali znovu vytvořit chov a dnes je v Japonsku zaznamenáno přes 3 000 jedinců plemene s prokázaným původem.
Oficiální používaná zkratka v Čechách je TI.

## Povaha

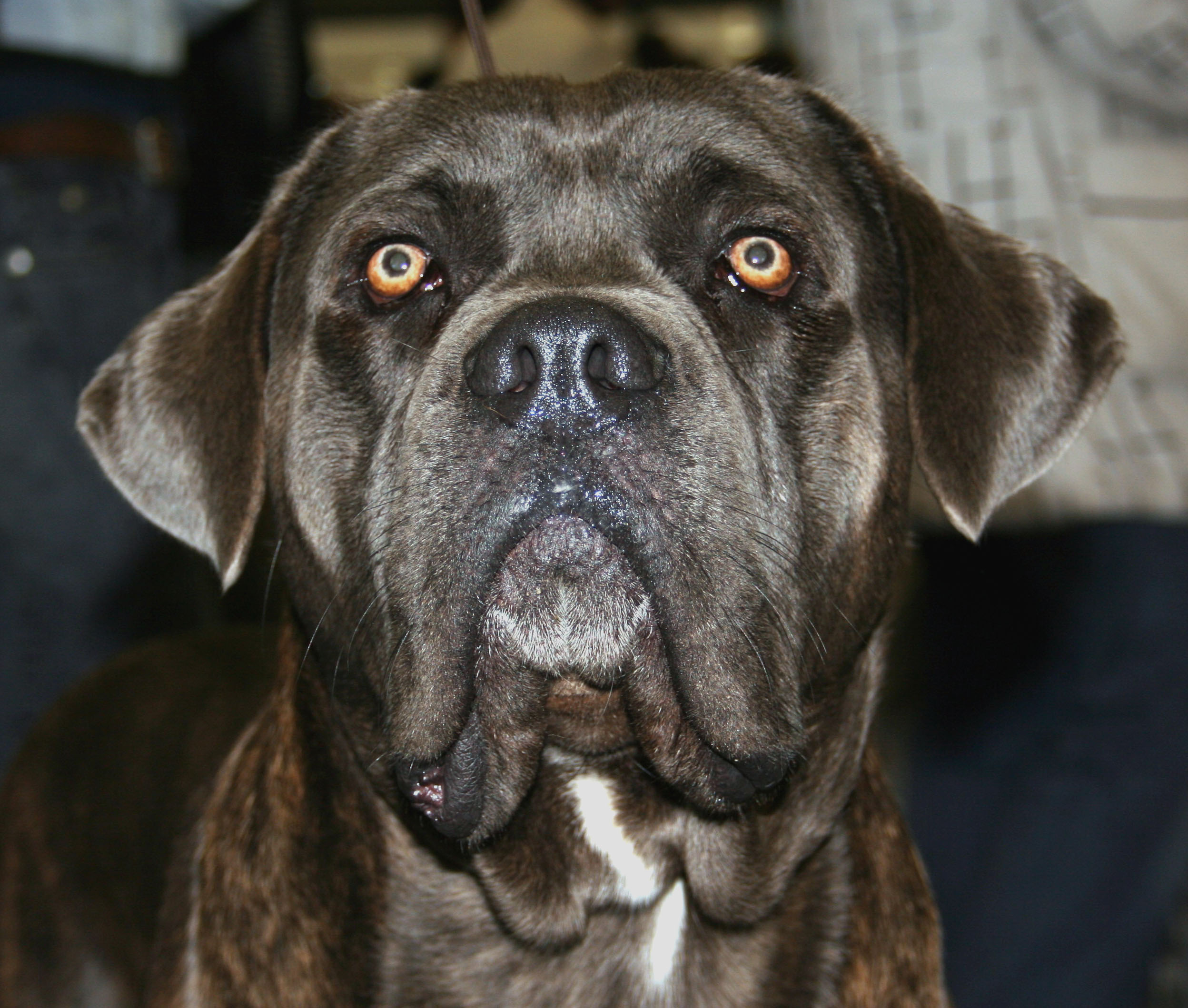
Černý tosa inu

Tosa inu je mohutný pes, jehož nezvládne každý. Má přirozenou důstojnost, není agresivní, ale také má silně vyvinutý teritoriální pud, hlídá si svůj pozemek proti vetřelcům a také majitele proti domnělému nebezpečí. Jinak jde o klidné zvíře, které dobře vychází s ostatním domácím zvířectvem, pod dozorem i s dětmi. Je aktivní a i když se to nemusí zdát, i velmi hbitý. Má velmi vysoký hlas. K majiteli je velice loajální a přilne k němu. Je to pes i pro celou rodinu, nejen pro jednoho pána. Rád se učí a je velmi bystrý.
K ostatním psům je přátelský, vůbec ne dominantní. Přílišné povyšování některých jedinců se mu ale nemusí líbit. I s ostatními domácími zvířaty vychází bez komplikací a protože nemá moc vyvinutý lovecký pud, nepronásleduje ani rychle se pohybující předměty. S dětmi vychází taktéž velmi dobře a dětské hry mu nevadí. Člena rodiny nikdy nekousne a pokud se mu něco nelíbí, prostě uteče.[zdroj⁠?!] K cizím se chová tak, jak jeho majitel — pokud je majitel uvolněný, bude takový i pes, ale pokud bude majiteli návštěva nelibí, vezme vše "do vlastních rukou" a většinou ji zastraší štěkotem. Je to dobrý hlídač.

## Péče
Srst tosa inu nevyžaduje žádnou zvláštní pozornost ani každodenní kartáčování. Stačí ji občas pročesat kartáčem a jednou nebo dvakrát za rok ji umýt šamponem. V době línání je vyčesávání častější. Není dobré ji příliš často mýt šamponem, protože srst by pak ztratila svůj lesk a přirozenou mastnotu, takže by srst nebyla tak krásná a jemná a způsobilo by to i problémy s kůží, jako jsou mokvavé rány a záněty.
Je to velmi aktivní plemeno a má rádo pohyb, je tedy dobré dopřát mu jej. Pohyb vyžaduje. Baví ho jakýkoliv typ sportu nebo pohybu, nemá problémy ani s plaváním. Pokud by mu majitel nedopřál dost pohybu, mohl by se stát velmi nervózní nebo dokonce agresivní.[zdroj⁠?!] Pro nevyčerpatelnou zásobu energie se hodí pro sportovce.
Výcvik i výchova jsou nutností, bez nich se může pes stát neovladatelným a dominantním. Protože je tosa-inu velmi učenlivá a bystrá, je vhodný i pro ty, kdo se teprve učí cvičit psy. Nejlepší je pro ni výchova bez fyzických trestů, jinak by si mohla vyvinou obranný reflex a pokud by chovatel natáhl ruku (jako při trestání) mohla by na vás ze strachu zaútočit.